# Thằn lằn ngón Cát Tiên
Thằn lằn ngón Cát Tiên (danh pháp Cyrtodactylus cattienensis) là một loài thằn lằn trong họ Gekkonidae. Loài này được Geissler, Nazarov, Orlov, Böhme, Phung, Nguyen & Ziegler mô tả khoa học đầu tiên năm 2009.